# Kohoutková výška

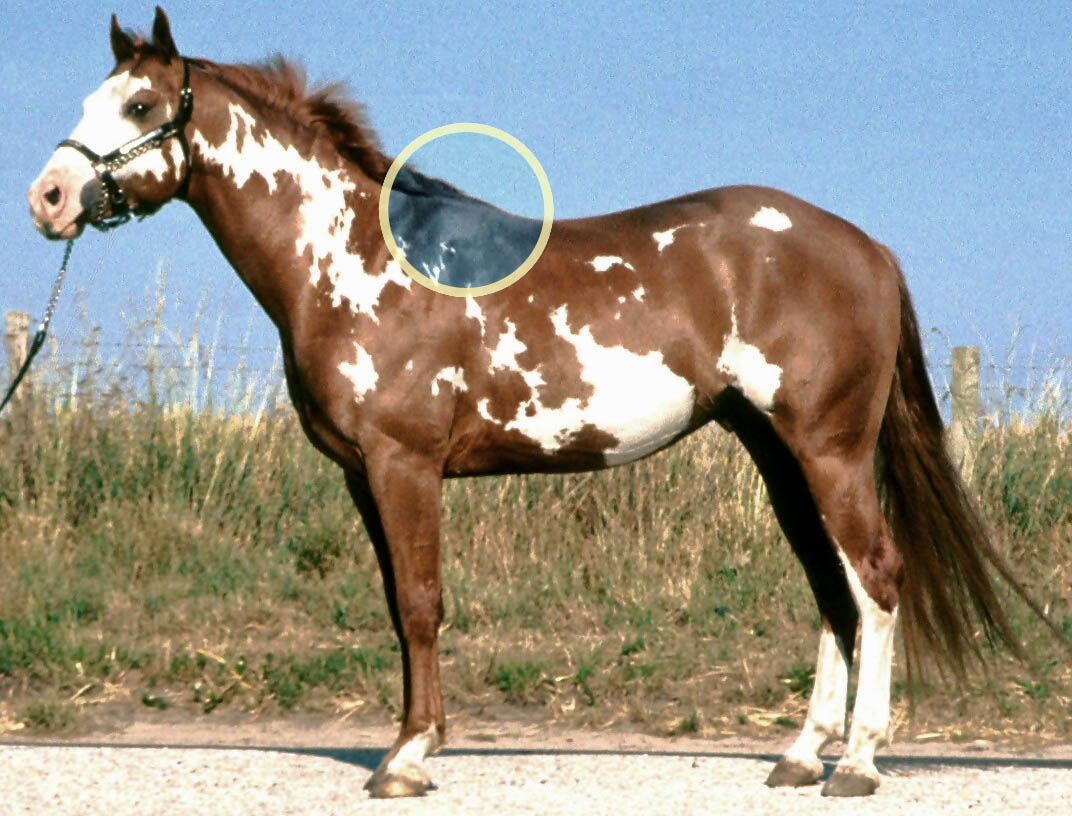
Kohoutek koně

Kohoutková výška zvířete je výška měřená od země ke kohoutku, tj. k hřbetnímu hrbolu. V biologii je to základní výška, používaná u všech druhů savců k určení jejich velikosti.

## Kohoutková výška u koní
Kohoutková výška koně je jeden ze standardů, které musí plemeno splňovat. Podle tohoto parametru můžeme tato zvířata rozdělit na koně a pony, hranice mezi nimi je 148 cm. Nejvyšší kohoutková výška u koně byla pravděpodobně naměřena v roce 1846 anglickému shirovi Samsonovi a činila 220 cm, záznamy se ale liší. Naopak nejmenším koněm se stala pětiletá klisna Thumbelina, která měří pouhých 44 cm. Česká zkratka je khv.

### Příklady kohoutkové výšky vybraných plemen koní
- Arabský plnokrevník 150–160 cm
- Starokladrubský kůň 175–180 cm
- Anglický plnokrevník 160–180 cm
- Český teplokrevník 150–180 cm
- Shirský kůň 190–195 cm[1]
- Shetlandský pony do 100 cm
- Falabella 80 cm
- Fríský kůň 155–180 cm